# 인도
인도 공화국(印度共和國, 힌디어: भारत गणराज्य 바라트 간라즈여,  영어: Republic of India 리퍼블릭 오브 인디아[*]), 약칭 인도(印度, 영어: India 인디아[*])는 남아시아에 있는 나라로, 인도 아대륙의 거의 대부분을 차지하고 있다. 인구는 2023년 이래로 세계에서 가장 많으며 국토 면적은 세계에서 일곱 번째로 넓다. 서쪽으로는 파키스탄, 동쪽으로는 미얀마와 방글라데시, 남동쪽에는 벵골만, 남서쪽으로는 아라비아해, 남쪽으로는 인도양과 맞닿아 그 주변으로 스리랑카, 몰디브가 있으며, 북쪽으로는 네팔, 부탄, 중국과도 맞닿아 있다. 안다만 니코바르 제도의 해상 경계는 태국, 인도네시아와 접해 있다. 수도는 뉴델리이다. 주요 도시로는 뭄바이, 첸나이, 벵갈루루, 하이데라바드, 콜카타 등이 있다.
고대 인더스 문명의 발상지이자 역사적인 무역로였으며 거대한 제국이 있었던 인도 아대륙은 오랫동안 그 지정학적 지위와 경제·문화적 가치를 인정 받아왔다. 인도는 4개의 종교(힌두교, 불교, 자이나교, 시크교)의 발상지이며, 또한 기원 후 천 년 동안 조로아스터교, 기독교, 이슬람교 등이 인도에 영향을 미쳐 2022년 현재의 인도의 다양한 종교 문화를 만들었다. 18세기 초부터 서서히 영국 동인도 회사의 관리 아래에 들어가기 시작했으며, 19세기 중반 영국의 직접적인 지배를 받게 되었지만, 간디가 주도한 비폭력주의 독립 운동으로 1947년에 독립을 하게 된다.
인도는 총 GDP 규모로는 세계에서 5번째로 높다. 2011년 기준 세계은행이 발표한 1인당 국민소득(1인당 GDP)은 1,410달러로 저소득 국가이다. 1991년, 인도는 GDP 성장률이 가장 높은 국가 중 하나로 평가되었고, 현재 신흥공업국으로 분류되고 있다. 그러나 만성적인 빈곤, 문맹, 열악한 공중보건 등의 문제를 겪고 있다. 핵 보유국이자 지역 강국인 인도는 세계에서 상비군이 3번째로 많은 국가이며, 군비지출은 세계에서 10번째로 높다. 인도는 연방제 공화국이며, 28개의 주와 8개의 연방 지역으로 구성되어 있다. 인도는 WTO, SAARC, 브릭스, G-20, 영국 연방 등의 회원국이며, 다양한 언어를 사용하고 다양한 민족과 인종이 사는 다문화 사회로, 종교 사상과 인도 영화, 인도 요리 등의 문화가 발전해 있다.

## 역사

### 전근대
인도의 문명은 기원전 2500년경 인더스강 유역에서 발생한 인더스 문명에서 기원한다. 그러나 기원전 1500년~1200년경 인도아리아인들이 이란 고원을 넘어 인도에 정착하여 도시를 건설하기 시작했으며 베다 문명을 건설하였다. 이 시기 아리아인들의 베다 신앙에서 브라만교가 탄생했고, 산스크리트어가 발전해 이후 2,000여 년 동안 인도의 공용어로 사용했다. 인도의 문명은 4대 문명 중에서 가장 거대한 영토와 인구를 가졌던 것으로 추정된다. 인도가 가진 충적토는 농업에 큰 도움을 제공하여 국가가 아닌 지역으로 계산하면 인도는 문명이 등장한 이후 언제나 가장 인구가 많았다. 인도에선 카스트로 불리는 신분제가 발달하여 인도 귀족들의 지배를 받지 않은 인도인이나 내부의 천민 집단 혹은 외국인을 불가촉천민으로 취급하기도 했다.
불교와 자이나교는 이보다 늦은 기원전 6세기에 등장했다. 십육대국이 들어선 북인도는 찬드라굽타 마우리아(기원전 321년경 ~ 기원전 185년)의 통치 아래 마우리아 제국으로 통합되었고 그 손자인 아소카 대제의 시대에는 인도 반도의 대부분을 장악한 대제국으로 확장되었으며, 남인도의 타밀라캄 지역에는 촐라, 판디아, 체라 등의 왕국들이 난립하였다. 인도는 마우리아 제국의 붕괴 이후 수많은 소왕국이 난립하였으며 굽타 제국(320년 ~ 550년) 시대에 브라만교가 힌두교로 발전하였다. 이슬람 교도들의 침입은 1000년경부터 시작되었다. 14세기 초, 모하마드 이븐 투글루크가 델리 술탄국의 세력을 확장하는 등 세력을 확장하고 무슬림 왕국들을 세워 통치하였다. 남인도에서도 역시 이슬람계 바만 왕조가 성립(1347년)되어 1527년까지 명맥을 유지했으며 이와 함께 힌두 왕국인 비자야나가라 제국이 1336년에서 1556년에 걸쳐 인도의 남부 지방을 양분하며 통치했다. 문명적인 잔혹함을 지니고 있었던 이슬람인들은 1,000년 동안 힌두인들에게 큰 피해를 입혀서 힌두인들은 이슬람인들에 대한 반발이 심했다. 한편 바스코 다 가마의 인도 여행(1498년)을 기점으로 포르투갈인들이 상륙하여 인도와 유럽 사이의 무역을 독점하기 시작했다.
피부가 하얀 백인 침략자들은 인도사에 있어서 대체로 지배층이었으나 인도 귀족들에 의해 학살을 당하거나 수드라 이하의 신분이 될 수도 있었다. 마누법전 등에 의하면 인도 천민들의 생활은 별로 좋지 않았다고 탐구된다. 인도의 귀족들은 거대한 영토와 인구를 귀족제로 지배하기 위해 카스트를 발전시켰으며 특히 차별을 심하게 받는 수드라 이하의 천민들은 불만이 대단했으나 인도 귀족들의 현실적이고 비정한 지배 시스템에 의해 저항할 힘을 가질 수 없었고 귀족들을 향한 반란도 항상 비참한 결과만이 기다리고 있었다. 인도의 귀족들은 자신들의 이해관계에 따라 피지배층끼리의 학살이나 동화 등에 굳이 관여하지 않았던 사람들도 있었다.

### 근대
16세기 초, 한때 델리 술탄국에 의하여 통치되고 있던 인도 북부 지역은 우월한 기동성과 화력을 기반으로 한 중앙아시아의 전사들에게 점령당했다. 그러나 인도 귀족들은 국가나 민족이 망해도 개인적으로 강력한 세력을 가지고 있어서 그들 전부를 제압하는 일이 전근대 수준으론 언제나 거의 불가능했다. 인도의 귀족들은 외부 정복자들에 의해 공적인 신분이나 지위를 잃기도 했으나 그들이 가진 힘을 바탕으로 다시 귀족 신분을 얻었다. 신화적인 역사가 많은 인도와 달리 현실적이고 냉혹한 지배자들도 인도에선 자주 출현했으며 인도 귀족들은 현실적인 방법들을 딱히 몰랐던 것이 아니었다. 그래서 외부의 정복에도 불구하고 역사가 긴 사람들이 있으며 인도의 귀족들은 최후까지 영토의 40%와 인구의 23%를 지배하였다. 무굴 제국은 처음에는 인도의 귀족 가문들을 공격하고 그들을 제거하려고 했으나 인도의 평민들과 달리 쉽지 않은 저항에 결국 그들을 제국 귀족들로 인정하게 되었다. 그들은 귀족 군대에 대한 징발과 세금 및 조공 납부, 이슬람인들의 안전과 우월성 인정 등을 대가로 높은 지위와 영토에 대한 불간섭을 보장 받고, 제국 전체에서 권리를 확보했으며, 귀족들은 이슬람 개종에 대한 강요를 받지 않을 것이라는 보장을 받았다. 무굴은 명군 악바르 대제의 재위기에 이슬람교를 전국에 퍼뜨리고 갈등을 완화하였으며, 황제를 신성화시키고 페르시아의 풍요로운 문화와 인도의 고유 문화를 결합하여 아름다운 문화를 꽃피웠다. 무굴 제국은 주로 모든 세입을 농업에서 걷었으며, 안정적인 경제 구조를 운용하여 은으로 세금을 걷는 등 선진적인 경제를 이룩하기도 하였다. 이로 인하여 시장 자체의 규모가 커졌으며, 농부들과 예술가들이 대거 발흥하여 시장에 진입할 수 있게 하였다. 17세기에는 무굴 제국의 통치 하에 인도는 안정기를 되찾았으며, 안정적인 경제 성장을 하였다. 귀족들은 회화, 문학, 직물, 건축들을 후원하였으며, 무굴 제국의 통치하에 마라타인, 라지푸트인들, 시크인들과 같은 새로운 민족 공동체들이 형성되었다. 이들은 무굴 제국에 충성을 맹세하는 대신 지역에서 군사적, 경제적인 특권을 누렸으며, 점차 고유적인 정체성을 형성해나갔다. 상업의 팽창은 인도 남부와 동부 지역에서 새로운 상인 엘리트층들의 형성을 유도하였다. 다만 점차 18세기 들어 제국이 쇠퇴기에 들어가자, 이 엘리트층들은 스스로 생존을 위하여 독립적인 세력들을 만들어 자치적으로 통치하기 시작하였다. 1526년 바부르가 세운 이 제국은 악바르와 아우랑제브 치세 동안 세력을 확장하고 최고의 번영을 누렸으나 이후 마하라슈트라를 중심으로 형성된 힌두 왕국인 마라타 제국이 17세기말 세력을 뻗치면서 위협받기 시작했다.
18세기 초에는 인도의 경제와 정치가 점차 혼란에 빠져들기 시작하였고, 영국 동인도회사와 같은 유럽의 무역 회사들이 해안가로 진출하여 인도의 경제를 차츰차츰 잠식하였다. 동인도 회사는 막강한 해군력, 해외 식민지들에서의 자원, 발달된 무기술 등으로 인하여 점차 인도 엘리트층의 관심과 후원을 받기 시작하였다. 동인도 회사는 처음에는 이 엘리트층들의 지지를 받아 1765년에 벵갈 지역에 대한 통치권을 확립하였으며, 다른 유럽 열강들의 인도 진출을 막아 독점적인 지배권을 가지게 되었다. 영국과 동인도 회사는 부유한 벵골 지역을 이용하여 점차 힘을 키워나갔고, 무력으로 1820년대에는 인도 대부분의 지역들을 거의 다 통치하게 되었다. 인도는 더 이상 특산품들을 해외로 수출하지도 못했고, 그대신 대영 제국에게 원자재들을 공급하는 광산 수준으로 전락하였다. 많은 역사학자들은 이때부터를 영국의 인도 식민지배기로 본다. 이쯤되는 시기에 영국 동인도 회사는 영국 의회의 지원, 그리고 군대의 지원을 받아 교육, 사회, 문화와 같은 비경제적인 분야에까지 간섭하기 시작하였다.

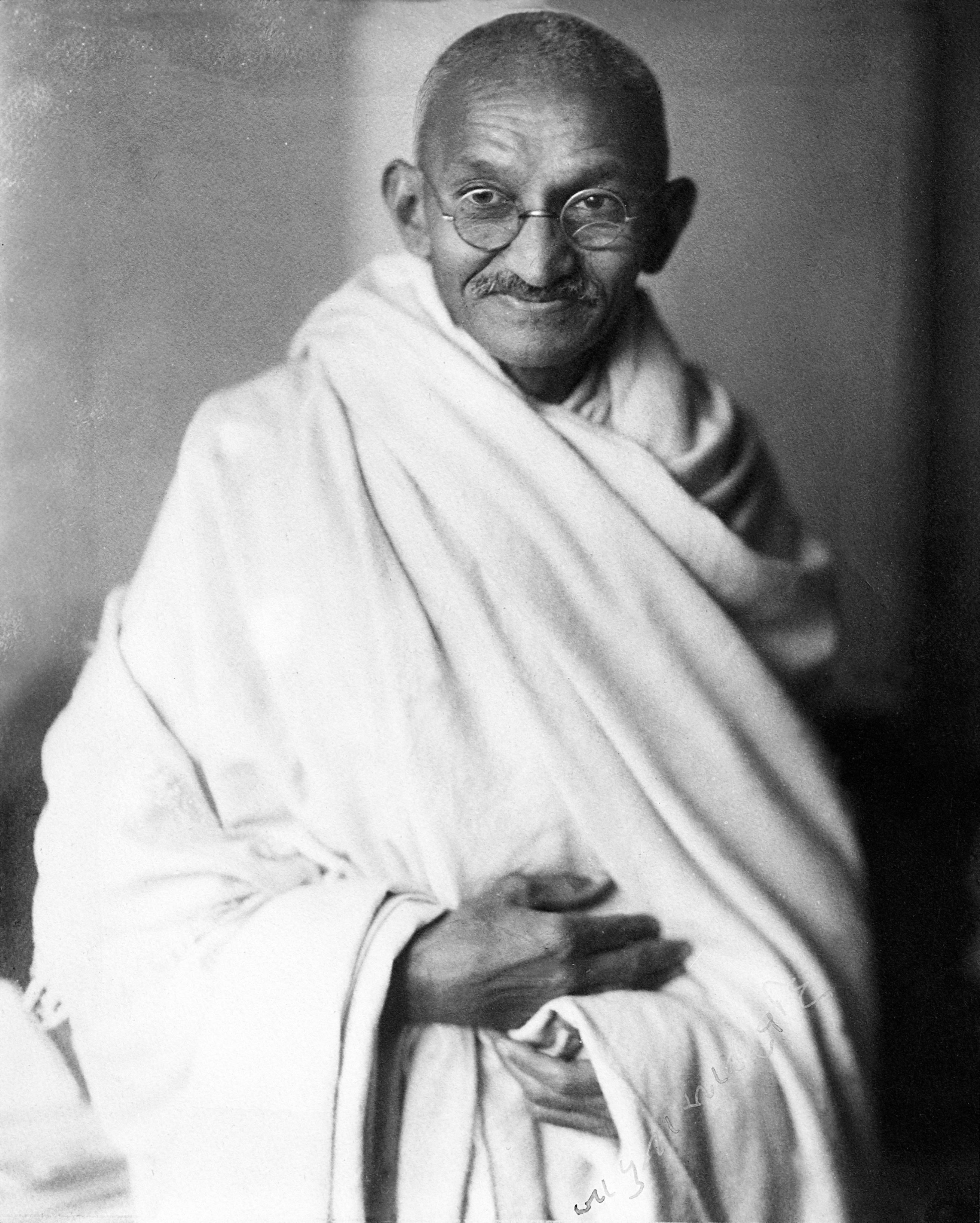
마하트마 간디

### 현대
사학자들은 현대 인도가 1848년과 1885년 사이 쯤에 시작하였다고 구분한다. 1848년에 달후지 경이 동인도회사의 사장으로 부임하여 현대 국가로서의 변환을 주도하였다. 이는 주권 국가로서의 기틀을 다잡을 수 있게 하였고, 이후 인도의 독립의 밑바탕이 되어주었다. 영국은 자치권, 인구 조사, 공공 교육 등을 실시하였으며, 운하, 철도, 전보선 등을 깔아 기술의 현대화도 촉진하였다. 이는 유럽에도 이같은 신문물들이 깔린 지 얼마 되지 않은 시기에 깔린 것이었다. 그러나 영국의 식민 착취에 대한 반발도 만만치 않았고, 1857년에는 세포이 항쟁이 일어나기도 하였다. 혹독한 지세, 사회적인 차별, 사회적인 개혁 조치 등에 반발하여 여러 지역에서 동시적, 산발적인 반란들이 일어난 것이다. 반란은 주로 인도 중부와 북부 지역에 집중되어 일어났고, 동인도회사의 지배 자체를 뒤흔들었다. 1858년 즈음이 되자 반란은 진압되었으나, 이 반란으로 인하여 동인도회사의 직접 지배는 해산되었고 영국 정부가 직접 인도를 지배하게 되었다. 또한 시민들의 불만을 무마하기 위하여 제한적이나마 영국적인 의회 제도를 도입하였고, 경호원들을 동원하여 봉건 지주들과 귀족들을 보호하였다. 얼마 지나지 않아 공공 사회의 질은 인도 전역에서 크게 발전하였다. 결국 1885년에는 인도 독립의 초석을 놓은 인도 국민회의가 창설되었다.
기술의 발전, 농업의 상업화가 19세기 전반에 걸쳐 이루어졌고, 경제적인 발전이 진행됐으며 많은 소규모 자영농들이 해외 시장에 의존적으로 변모하였다. 다만 막대한 양의 곡물들이 해외로 방출되며 대규모 기근들이 횡행하였다. 인도의 인프라는 영국 본토에 비하여 훨씬 열악한 상태였고, 인도인들은 실업 상태에 놓여있었다. 다만 장점들도 몇몇 있었는데, 특히 수로가 깔린 펀자브 지방은 인도 국내의 소비를 충족시키기 위하여 막대한 양의 곡물들을 새로이 생산하였다. 또한 철도 네트워크가 효과적인 식량 수송을 도와 기근 지역에 구호물을 실어날랐고, 상품들의 이동을 쉽게 하였으며 인도인 소유의 산업을 크게 키운 것이다.
제1차 세계대전에 대략 1백만 명의 인도인들이 영국 편에 참전을 하였다. 이후 영국은 인도에 여러 개혁 조치들을 개시하였으나, 억압적인 정책들도 피기 시작하였으며 점점 많은 인도인들이 자치와 독립을 요구하였다. 이때 모한다스 카람찬드 간디가 이끄는 비폭력 운동, 영국의 식민통치에 대한 비협력 운동이 전역적으로 퍼져나갔으며, 협력과 평화의 상징으로 떠올라 인도의 독립을 주장하였다. 1930년대 동안 영국은 점진적인 입법 개혁을 진행하였고, 간디가 이끄는 인도 국민회의가 여러 차례 선거에서 승리하였다. 다만 이후 10여년 간 제2차 세계대전이 터지며 독립 요구는 일단 일단락되었다. 인도는 2차 세계대전에도 영국의 편으로 참전하였다. 전후 인도 국민회의는 끊임없이 독립을 요구하였고, 북부 지방에서는 무슬림들이 들고 일어나 영국의 지배를 거부하였다. 결국 영국은 인도를 독립시켰으나, 이 과정에서 힌두교도 중심의 인도 지방과 이슬람교 중심의 파키스탄 지방 간에 불화가 일어나 결국 인도와 파키스탄, 이 2개의 국가로 나뉘어 독립하게 되었다. 펀자브와 벵골은 주민들의 종교성향에 따라 각각 2개로 분리되어 양국에 포함되었으며 카슈미르는 아직까지도 분쟁이 계속되는 상태에 있다.
인도에서는 자와할랄 네루를 총리로 한 국회가 1952년 선거를 통해 구성됐다. 확정되지 않은 국경선을 사이에 두고 1962년 중화인민공화국과, 1965년에는 파키스탄과 잠시 국경 분쟁을 겪는다. 1967년에는 네루의 딸 인디라 간디(1984 암살)가 의회의 지지 받아 총리로 취임하였고 인디라 간디가 암살된 이듬해 아들 라지브 간디(1991년 암살)가 총리에 취임하였다. 1971년 파키스탄과 국경 2곳에서 전쟁이 벌어졌으며 그 결과 동(東)파키스탄이 방글라데시로 독립되었다. 1980년대 들어서면서 시크교도들이 펀자브 지방의 독립을 요구하는 등 인종과 종교로 인한 갈등이 잔존해 있다. 인도는 새 독립 국가로 출범하였고, 1950년에 드디어 헌법을 완성하여 반포하였다. 이 헌법은 인도를 세속적이고 민주적인 공화국으로 규정하였다. 인도는 그 거대한 인구와 영토의 난점에도 불구하고 시민권을 유지한 민주 공화국으로 남았으며, 대법원 사법권이 존중되며 상대적으로 자유로운 언론을 보유하며 완전한 민주정으로 거듭나게 되었다. 1990년대부터는 경제적 자유화도 진행되었고, 대규모의 중산층들을 만들고 인도를 세계에서 가장 빠르게 성장하는 경제국들 중 하나로 만들었고 지정학적인 중요성도 크게 뛰어올랐다. 인도의 영화, 음악, 사상들은 세계적으로도 크나큰 문화를 끼치고 있다. 하지만 인도는 아직까지도 도심과 농촌간의 심각한 빈부격차, 엄청난 빈민들의 수, 카스트 제도의 폐해, 잠무와 카슈미르 지방의 분리주의 운동 등에 신음하고 있고, 중화인민공화국과 파키스탄과도 여전히 국경 갈등을 겪고 있다. 인도는 제3세계 국가들 가운데에서도 독보적일 정도로 완전한 민주주의 체제 유지하고 있으며, 세계 최대의 민주주의 국가로 불린다. 2018년 기준 세계 7위의 경제 규모를 자랑하며 세계적인 경제 강국으로 떠올랐다. 2019년 경제 규모는 세계 5위까지 이르게 됐다.

## 지리
인도의 육지는 대부분이 인도양에 돌출한 남아시아의 반도에 있으며, 남서 쪽으로는 아라비아해, 남서부는 벵골만으로 구분되는 7000km의 해안선을 가지고 있다. 많은 지역이 여름, 우기, 겨울의 세 절기를 가지고 있으며, 우기를 제외하고 거의 비가 내리지 않는 지역도 많다. 인도 북부, 인도 중부는 거의 전역에 비옥한 힌두스탄평야가 펼쳐져 있고, 인도 남부의 거의 전역은 데칸고원이 차지한다. 국토의 서부에는 바위와 모래로 된 타르 사막이 있고, 동부와 북동부 국경 지역은 험준한 히말라야가 차지한다. 인도가 주장하는 인도 최고점은 파키스탄과 분쟁 지역인 카슈미르 지방의 K2(해발 8,611m)이다. 정확한 영토의 최고점은 칸첸중가(8,598m)이다. 기후는 남쪽의 적도 지역에서 히말라야의 고산지대까지 다양하다.

## 정치

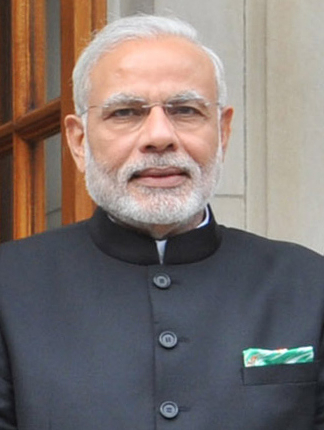
나렌드라 모디 총리

인도는 세계에서 가장 인구가 많은 민주 공화정으로, 다당제를 채택한 의회 공화국이다. 주로 인도 국민회의, 인도 인민당과 같은 전국 정당이 8개가 존재하며, 지역 정당으로는 40여 개에 달하는 군소 정당들이 세워져 있다. 인도의 독립과 건국을 주도한 인도 국민회의는 상대적으로 좌파 성향을 지니고 있고, 인도 인민당은 상대적으로 우파 성향을 띠고 있다. 1950년대에서 1980년대 후반까지는 인도 국민회의가 간디와 네루의 후광을 뒤에 업고 의회에서 다수를 점하였으나, 80년대 후반부터 점차 인도 인민당에 밀리기 시작하였다. 또한 강력한 지역 정당들이 다수 발생하여 이들의 동참 없이는 정국을 이끌어나갈 수가 없을 정도여서 연립 정권을 만들어야 할 때도 비일비재하였다.
인도에서 처음으로 치러진 총선들에서, 자와할랄 네루 총리가 이끄는 인도 국민회의가 1951년, 1957년, 1962년에 손쉽게 승리를 거머쥐었다. 네루 총리가 1964년에 별세하자, 랄 바하두르 샤스트리가 총리직을 이어받았으나 1966년에 갑작스레 사망하였다. 직후 네루의 딸인 인디라 간디가 국민회의를 이끌었고, 1967년과 1971년 총선에서도 승리하였다. 1975년에는 인디라 간디가 계엄령을 선포하였고, 1977년에는 인도 국민회의가 총선에서 패배하여 이후 계엄령에 반대한 세력들이 모인 인도 인민당이 권력을 잡았다. 허나 그들의 정권은 2년도 가지 못하였고, 얼마 지나지 않아 국민회의가 다시 선거에서 승리하여 1980년에 정권을 되찾았다. 1984년에 인디라 간디가 암살당하자 그의 아들인 라지브 간디가 그녀의 뒤를 이었고, 그 직후 치러진 총선에서 쉽게 승리를 거두었다. 1989년에는 다만 국민회의가 좌파 동맹에 패하며 선거에서 밀려 정권을 뺏겼다. 허나 이 좌파 정권도 2년을 채 가지 못하였고, 1991년에 다시 치러진 총선에서는 그 어떠한 당도 다수를 점하지 못하였다. 다만 이 때에도 최대 의석을 점유한 당이 인도 국민회의였기에 국민회의는 나라심하 라오 총리 아래 새 정권을 구성하여 국정을 운영해나갔다.
1996년 총선 직후 여러 정치적인 혼란기가 찾아왔다. 단기간에 걸쳐 만들어진 동맹 세력들이 잠시잠시 정권을 장악하였고, 얼마 지나지 않아서는 인도 인민당이 1996년에 국정을 운영하였으며 이후에는 상대적으로 오래간 연정 정부들이 외부의 도움에 기대어 정권을 잡았다. 1998년에는 인도 인민당이 국민민주동맹을 만들어 성공적인 연정을 구성하였고, 아탈 비하리 바즈파이의 주도하에 국민민주동맹은 인도 국민회의를 제외하고 독립 이후 처음으로 5년의 임기를 제대로 끝마친 정당이 되었다. 2004년의 총선에서도 그 어떠한 정당도 압도적인 다수를 점하지 못하였으나, 국민의회가 최대 의석을 따내는 데에 성공하여 통합진보동맹을 만들어 연립 정부를 구성하였다. 주로 좌파 계열의 정당들이 국민회의를 중심으로 하여 만들어진 통합진보동맹은 2009년 총선에서 더 많은 의석 수를 따내는 데에 성공하며 인도 공산당과 같은 극좌 정당들과는 인연을 끊었다. 그 해에 만모한 싱 총리가 10년의 임기를 끝마치며 네루 총리 이후 처음으로 5년보다 더 오래 집권한 총리가 되었다. 2014년 총선에서는 인도 인민당이 1984년 이후 처음으로 국회 다수당이 되었고, 현재의 총리는 구자라트주의 장관이자 인도 인민당 소속의 나렌드라 모디 총리이다. 2017년 7월 20일, 람 나트 코빈드가 인도의 14대 대통령으로 선출되었고, 2017년 7월 25일에 선서를 하였다.
독립 당시에는 영국 국왕을 국가원수로 하였으나, 1950년 1월 24일부터 현재까지 공화국이 되었고, 인도는 의원 내각제를 채택함으로써, 총리가 모든 권한과 실권을 가지고 있는 국가 원수가 되었다. 의회는 양원제를 채택하고 있다.대통령 선출방법도 국민 전체가 투표하는 직선이 아니라 연방 상원·하원 의원과 주의회 의원들의 간접선거로 치러진다. 대통령은 실질적 권한이 크지 않고 대부분 의전적인 역할을 수행하는데, 사회적 소수자에 해당하는 인물이 대통령에 선출돼 사회통합의 상징적 역할을 하기도 한다. 다만 헌법상 대통령은 군 통수권자이자 국가 원수로 규정되어 있으며, 필요한 경우 사면권·법률안 거부권 등을 행사해 정국의 향방을 좌우할 수도 있다.

### 정부
인도는 인도 헌법에 기반하여 의회 제도를 채택하고 있는 연방제 국가이다. 대의민주주의와 입헌주의를 기반으로 하며, 다수의 뜻에 따라 통치하면서 소수의 권리를 법으로 보호한다는 민주주의의 기본적인 내용들을 충실히 지키고 있다. 인도는 연방 국가이기에 연방중앙정부와 주 정부 간에 균형을 맞추어 권력이 배분되어 있다. 인도의 헌법은 1950년 1월 26일에 정식적으로 효력을 발휘하기 시작하였으며, 본디 인도를 ‘주권적, 민주적인 공화국’이라고 규정하여 놓았으나 1971년의 개정을 거쳐 ‘주권적, 사회적, 세속적, 민주적인 공화국’으로 바뀌었다. 본디 인도는 독립 직후 출범 당시에는 연방정부의 권한이 지극히 강하고 주 정부는 허울만 있는 상태였으나, 1990년대 후반부터 대대적인 개혁이 진행되며 주 정부의 권한도 상대적으로 훨씬 더 높아졌다. 인도의 정부는 크게 세 개의 기관들로 나뉘어 삼권분립을 철저히 지키고 있다.
- 행정부 - 인도는 의원내각제 국가이다. 대통령은 상징적인 최고 수반으로서 5년을 임기로 연방 의원들과 주 의원들에 의하여 간접 선출되는 명예직이다. 실질적인 정무는 인도 총리가 맡으며, 대통령보다도 더 많은 행정권을 가지고 있다. 공식적으로는 대통령에 의하여 임명되는 형식을 취하며, 주로 국회에서 다수를 차지한 당에 의하여 지명된다. 인도 행정부 최고위 각료들에는 주로 대통령, 부통령, 연방 장관회의의 장관들, 총리를 필두로 한 내각의 구성원들이 포함된다. 영국의 영향을 받은 인도에서는 입법부와 의회가 매우 많은 권한을 지니며, 행정부는 입법부보다 실질적인 격이나 권력이 낮은 수준이다. 총리와 내각은 특히 의회의 하원(로크 사바)에 책임을 지며, 공무원(Civil Service)들이라 불리는 내각의 결정들을 실제로 이행하는 실무관들이 존재한다.
- 입법부 - 인도의 의회는 양원제를 채택하고 있다. 영국의 영향을 강하게 받아 영국식 의회제도를 택하고 있으며, 라자 사바라고 하는 상원과 로크 사바라고 하는 하원으로 구성되어 있다. 라자 사바는 245명의 의원들로 구성되어 있고 임기는 6년인데, 대부분은 연방 의회와 주 의회에서 인구 비율을 따져 일정한 수가 할당되어 그 수만큼 의원들의 지지를 받아 선출된다. 로크 사바는 인도의 하원 격으로 실질적인 권력이 강하며, 총 545명으로 이루어져 있으며 그들 중 543명은 국민들의 직접 투표로 선출되고 나머지 2명은 대통령이 직접 앵글로-인도인 혼혈들 가운데에서 골라 임명한다. 선거에 있어서는 1인 1선거구제를 채택하고 있으며, 하원의원 임기는 5년이다.
- 사법부 - 인도는 삼심제를 시행하고 있다. 최고 법원은 대법원이고, 수장은 대법원장이다. 25개의 고등 법원들이 전국에 퍼져 있으며, 그 하위에 여러 재판부들이 또 나뉘어 있다. 대법원은 특히 기본권들과 관련된 사안들은 처음부터 심판을 할 수 있으며, 그 외의 재판들도 다시 하위 법원들에 되돌려보내 처음부터 다시 심판하게 할 수 있는 권한도 있다. 헌법에 어긋나는 연방 법과 주 법을 폐지할 수도 있으며, 비헌법적인 공권력 행사를 하는 정부에게 효력정지를 명령할 수도 있다.

### 행정 구역

인도의 주와 연방 직할지

인도의 행정 구역은 28개의 주, 8개의 연방 직할지(1개의 수도권 지역 포함)으로 나뉘며, 수도는 뉴델리이다. 연방제 국가인 인도는 연방정부와 주정부들 간의 역할 분담에 의해 국정이 운영된다. 연방정부는 국가적인 차원에서 계획·실행되어야 할 여러 포괄적인 사항들, 즉 국방, 외무, 거시경제, 교통·통신, 화폐 주조, 대법원과 고등법원 운영 등에 관한 업무를 관장하는 한편 그외 치안, 공중보건, 교육, 임산자원 관리 등 지방행정업무의 성격을 띤 분야는 주정부에서 담당한다. 각 주 또는 연방 직할지는 더 세부적으로 구(district)로 나뉜다.
1. 안드라프라데시
2. 아루나찰프라데시
3. 아삼
4. 비하르
5. 차티스가르
6. 고아
7. 구자라트
8. 하리아나
9. 히마찰프라데시
10. 자르칸드
11. 카르나타카
12. 케랄라
13. 마디아프라데시
14. 마하라슈트라
15. 마니푸르
16. 메갈라야
17. 미조람
18. 나갈랜드
19. 오디샤
20. 펀자브
21. 라자스탄
22. 시킴
23. 타밀나두
24. 텔랑가나
25. 트리푸라
26. 우타르프라데시
27. 우타라칸트
28. 서벵골

1. 안다만 니코바르 제도
2. 찬디가르
3. 다드라 나가르하벨리 다만 디우
4. 잠무 카슈미르
5. 라다크
6. 락샤드위프
7. 델리 수도 지역
8. 푸두체리

## 국방
인도의 군사력은 4위이다. 인도 헌법에 의하면 모병제를 실시한다. 인도 군의 법적 최고 사령관은 대통령이지만, 실질적인 지휘권은 인도 정부의 수상이 가지고 있다. 인도군의 관리 운영은 국방부가 담당한다. 인도군의 총 병력은 132만 5000명으로 인원으로는 세계 3위 규모이다. 군 조직에는 해안경비대, 인도 군부대 및 전략 핵 전력 부대가 포함되어있다. 지원제(모병제)를 채택하고, 징병제는 한 번도 없었다. 인도의 국방비는 공식 발표액(323억 5000만 달러)보다 훨씬 높을 것으로 추정되고 있다. 군사 목적의 우주 개발, 핵의 3개의 기둥(Nuclear triad)의 정비, 미사일 방어 시스템 개발 등을 추진하고 있다. 인도는 남아시아에서 유일하게 항공모함을 보유하고 있었고 그만큼 항모를 오래 운용했기에 항공모함 노하우가 뛰어나다. 해군력은 중국 해군력과 비슷한 수준이다. 인도는 1,325,000명(육군 120만 명)의 병력과 전차 5,000대, 전술기 2,462대, 군함 175척을 보유한 군대이다. 6,000문이지만 자주화의 비율이 채 3%도 되지 않는 실정이여서 도입사업을 진행 중이다.
인도 공군은 2013년 인도 공군은 67기의 MiG-29 'Baaz' 전투기를 운용하고 있으며, 전 기체를 UPG 사양으로 개수할 계획이다. F-35를 도입할 예정이고 수호이 T-50 FAK FA , Rafal 전폭기 126대를 도입한다. Merlin Mk.641 귀빈전용헬기(ZR342)를 도입한다.C-17A Globemaster III 10기의 C-17A 수송기를 도입하는 계약을 채결한 바 있으며 옵션으로 6기의 추가도입이 거론되고 있다.러시아는 2012년에 42대의 수호이 30 전투기를 16억 달러에, Mi-17 헬리콥터 71대를 13억 달러에 각각 공급한다. 기술이전을 해준다는 것이었다. 미국 보잉사의 AH-64D 롱보우 아파치 헬기 22대를 도입한다.
육군 현대화에도 박차를 가하고 있다. 그 중 하나가 영국방산업체 BAE시스템스로부터 5억 6000만 달러어치의 M777A2 경량 견인포 145문을 도입하였다.인도 육군은 파키스탄과 중국의 주력전차에 효과적으로 대응하기 위해 356개 보병대대 전체에 미사일 발사관 2,000개와 미사일 2만 4,000기로 장비한다.
병력 110만 명의 인도 육군은 자주포/견인포와 미사일 등을 도입하고 있고 해군은 45척의 군함들과 잠수함들을 건조 중이다. 2012년 4월 러시아제 아쿨라 2급 탄도 미사일 전략 원자력 잠수함(SSBN)을 9억 달러에 임대해 차크라함으로 정식 취역시켜 세계에서 6번째로 탄도미사일 발사 잠수함(SSBN/원자력 동력)을 운용하는 국가가 됐다. 또한 INS 비크라마디티아급 항공모함(R33)이 9년간 진행된 점검 끝에 2013년 11월 16일 정식으로 인도되면서 항공모함 보유국이 되었다.

## 인구
인도 전체의 인구는 2019년 기준으로 약 13억 7000만명이다. 인구의 32.7%(2015년)가 도시에 거주하고 있다. 인구증가율은 1.26%(2010년~2015년)이며 1995년 이후 1% 미만의 낮은 증가율을 지속하고 있다. 반면 2022년 중국은 처음으로 인구가 감소하였는데, 이로 인해 유엔인구기금(UNFPA)의 2023년 4월 19일 인구 현황 보고서에서는 2023년 중반을 기점으로 인도의 인구가 중국을 추월할 것으로 추정하였다.

### 민족
인도에 거주하는 주민을 인도인이라 부른다. 인도인이라도 언어와 인종이 다른 여러 종족이 존재한다. 북부에는 주로 인도유럽어족의 인도아리아어군에 속하는 민족 집단이 거주하며, 남부에는 드라비다어족에 속하는 민족 집단이 거주한다. 또한 시킴주 같은 히말라야산맥과 동북부 고산 지대에는 중국티베트어족의 민족 집단이 거주한다.
인도아리아인은 인도 아대륙의 북부와 중부에 걸쳐 넓게 분포하는 인도의 인종 집단 중 하나이며, 이란의 고원 지대에 유목생활을 하다가, 갠지스강과 인더스강 유역에 살았던 드라비다인을 몰아내었다. 고대 아리아인들은 브라만교를 믿었으며, 북인도 지역을 장악하였다.
- 마라타인 - 인도 마하라슈트라주의 민족이며, 마라티어를 사용한다. 고대에는 안드라 왕조, 그후 중세에는 마라타 왕국을 건설하여 17세기 번성하였다.
- 구자라트인 - 인도 구자라트주의 민족이며, 구자라트어를 사용한다. 고유의 왕국이나 제국은 고대를 제외한 없고, 북인도의 여러 왕국을 걸쳐, 영국의 지배를 받게된다. 영국 지배 시기 인도의 아버지로 추앙받는 독립운동가 마하트마 간디의 민족이며, 현 인도 총리 나렌드라 모디의 민족이다.
- 벵골인 - 인도 서벵골주, 방글라데시의 민족이며, 벵골어를 사용한다. 종교적으로 이슬람교도이거나 힌두교도이며, 팔라 왕조, 세나 왕조 등의 역사가 있다. 방글라데시 인구의 98%를 차지하고 있다.
- 비하르인 - 인도 비하르주의 민족이며, 힌디어의 방언인 비하르어 (통용불능)를 사용한다. 독립왕조로는 마가다가 있고, 대부분 북인도의 왕조이며, 그중 마우리아 왕조의 아소카의 민족이기도 하다.
- 펀자브인 - 인도 펀자브주와 찬디가르, 파키스탄 펀자브주의 민족이며, 펀자브어를 사용한다.
- 라자스탄인 - 인도 라자스탄주의 민족이며, 힌디어의 방언인 라자스탄어를 사용한다. 북인도의 역사를 거치고, 타르 사막을 중심으로 사막문화가 형성되었다. 인도의 종교중 하나인 자이나교가 창시되었다.
- 신드인 - 인도에 소수가 있으며, 대부분인 파키스탄에 있다.
- 샤카족 - 인도 비하르주 북부에서 기원된 민족이며, 석가모니의 민족이며 인구의 5%만이 아직 현저히 불교이다. 36개의 왕족중 하나이다.
- 캄루피인 - 인도 서벵골주와 아삼주 사이에 거주하는 소수민족, 인구는 약 600만 명이며, 고유 언어가 있다.

드라비다인은 남인도에 거주하는 인도의 인종 집단이며, 드라비다어족의 언어를 사용한다. 기원전 인더스강 유역에 살았으나 아리아인의 침략으로 인해 파키스탄의 브라후이족만 일부 남고, 나머지는 남인도로 이주하였다.
- 타밀인 - 인도 타밀나두주와 스리랑카 북부에 거주하는 민족이며, 드라비다어족의 타밀어를 사용하며, 2000년 전부터 역사가 존재하며, 체라 왕조, 촐라 왕조, 판드야 왕조 등의 왕조역사가 있으며, 현재의 타밀나두주 지역에 왕조가 이어져 왔다.영국 식민지 시기, 많은 타밀인들이 노동자로 싱가포르, 말레이시아, 인도네시아 등지로 떠났다.
- 칸나다인 - 인도 카르나타카주의 민족이며, 칸나다어를 사용하며, 라슈트라쿠타 왕조, 마이소르 왕국 등의 고유 역사가 존재하며, 다른 민족보다 교육수준이 높고 근대화를 주도 하였다. 높은 교육수준을 바탕으로 세계 도시 뱅갈로르를 건설하였다.
- 말라얄람인 - 인도 케랄라주의 민족이며, 말라얄람어를 사용하며, 체라 왕조 시기까지는 타밀족과 같은 민족의식을 가지고 언어를 사용하여 민족을 이루었지만, 그 후 서고츠산맥 서쪽에 있는 지리적 특징으로 분리되었다. 1900년대 중후반에 시작된 이민으로 아랍에미리트, 오만 등지로 떠났다.
- 텔루구인 - 인도 텔랑가나주와 안드라프라데시주의 민족이며, 텔루구어를 사용하며, 안드라 왕조(마라타와 같이), 비자야나가르 제국, 하이데라바드 왕국 등의 역사가 기록되었고, 원래 텔랑가나주와 안드라프라데시주가 떨어져 있었으나, 1970년대 두 주를 하나로 합쳐, 하나의 민족이 1개의 주를 가지게 되었다.
- 콘카니인 - 인도 고아주의 민족이며, 콘칸어를 사용한다. 고아를 중심으로 구성되어 있으며, 칸나다족이나 마라타족의 지배 아래에 있었고, 터키와 포르투갈의 지배를 받기도 하였다.

그 외에도 아랍인, 페르시아인, 영국인 등이 소수 존재한다.

## 언어
영어와 힌디어가 기본적인 공용어이다. 인도에는 총 780개의 언어가 존재하며 이중 10만 명 이상의 인구가 사용 중인 언어는 216개, 헌법이 인정한 지정 언어는 22개이다.
| 언어                    | 공용어 채택지역                          | 인구수(십만명) | 인구수(십만명) | 인구비율(%) | 인구비율(%) | 원어       | 설명 |
| 언어                    | 공용어 채택지역                          | 1981           | 1991           | 1981        | 1991        | 원어       | 설명 |
| ----------------------- | ---------------------------------------- | -------------- | -------------- | ----------- | ----------- | ---------- | --- |
| 힌디어 (Hindi)          | 델리 외 9개 주                           | 2645           | 3372           | 38.7        | 40.22       | हिन्दी        | 인도의 국가 공용어이며, 모국어 인구가 전체 인구의 3분의 1을 넘는다. 인도 중앙 정부에서 정한 유일한 공용어이며, 힌디어를 배우기에는 다른 언어 사용자에 한계가 있으므로, 실질적인 타지역 간의 교류 언어는 영어가 대체한다. 힌디어 교육이 활발해지면서 힌디어의 제2언어 비율이 높아지고 있지만, 힌디어 공용어 정책을 반대하는 지역(타밀나두주, 서벵골주 등)과 같은 지역의 힌디어 사용률은 현저히 낮은 편이다. 세계 인구의 4.7%가 쓰는 세계 4위 언어이다. 우르두어 사용자와 상호통용이 가능하다. 인도유럽어족의 인도아리아어군에 속하며, 데바나가리 문자를 사용한다. |
| 벵골어 (Bengali)        | 서벵골주, 트리푸라주, 아삼주, 자르칸드주 | 512            | 695            | 7.51        | 8.30        | বাংলা         | 방글라데시의 공용어이자, 인도 서벵골주의 언어이다. 벵골인이 사용하는 언어로, 세계 인구의 3.11%가 쓰는 세계 7위 언어이다. 동부 인도아리아어군에 속하며, 브라흐미 문자의 일종인 벵골 문자를 사용한다. 벵골인들이 힌디어 공용어 정책에 반대하여, 공용어로 인정해줄 것을 요구하고 있다. |
| 텔루구어 (Telugu)       | 안드라프라데시주와 텔랑가나주            | 506            | 660            | 7.41        | 7.87        | తెలుగు        | 인도 안드라프라데시주와 텔랑가나주의 언어이다. 인도의 세번째 언어이며, 세계 인구의 약 1% 이상이 쓴다. 칸나다어와 상호통용이 가능하다. 드라비다어족에 속하며, 텔루구 문자를 사용한다. |
| 마라티어 (Marathi)      | 마하라슈트라주                           | 494            | 624            | 7.24        | 7.45        | माराती        | 인도 마하라슈트라주의 언어이며, 인도의 경제 중심지이자 대도시인 뭄바이를 중심으로 푸네와 같은 대도시에서 사용된다. 인도의 네번째 언어로 남부 인도아리아어군에 속하며, 데바나가리 문자를 사용한다. 세계 인구의 약 1% 이상이 쓴다. 마하라슈트라주의 인구가 증가됨에 따라서 사용인구가 증가하고있다. |
| 타밀어 (Tamil)          | 타밀나두주, 푸두체리                     |                | 530            |             | 6.32        | தமிழ்        | 인도 타밀나두주의 언어이자 말레이시아, 싱가포르, 스리랑카의 공용어이다. 인도의 5번째 언어이며, 세계 인구의 약 1%가 쓴다. 타밀인의 민족 언어이며, 드라비다어족에 속하며, 타밀 문자를 사용한다. 싱가포르 인구의 약 10%가 사용하며, 스리랑카 인구의 약 20%가 사용한다. 타밀인들이 힌디어 공용어 정책에 반대하여, 공용어로 인정해줄 것을 요구한다. |
| 우르두어 (Urdu)         | 잠무 카슈미르주, 비하르주, 텔랑가나주    | 349            | 434            | 5.11        | 5.180       | اُردو       | 파키스탄의 공식 공용어이자, 인도 잠무 카슈미르주의 언어이다. 인도의 6번째 언어로 무굴 제국 시기에 왕족들이 힌디어에 아랍문자를 사용하여, 일부 아랍어 단어를 빌려와 사용한 것을 시초로 한다. 인도아리아어군에 속하고 아랍 문자를 사용하며, 주로 카슈미르 남부보다 북부에서 사용되며, 인도전역의 무슬림들이 주로 사용한다. 힌디어와 상호통용이 가능하기 때문에 힌디어 사용자들이 습득하기 쉽다. |
| 구자라트어(Gujarati)    | 구자라트주                               | 330            | 406            | 4.84        | 4.85        | ગુજરાતી       | 인도 구자라트주의 언어이다. 인도의 7번째 언어로 중부 인도아리아어군에 속하며, 구자라트 문자를 사용한다. 마하트마 간디의 고향 언어로 힌디어와 형태가 많이 다르다. |
| 칸나다어 (Kannada)      | 카르나타카주                             | 256            | 327            | 3.76        | 3.91        | ಕನ್ನಡ       | 인도 카르나타카주의 언어이다. 인도의 8번째 언어로 드라비다어족에 속하며 칸나다 문자를 사용한다. IT산업의 중심지인 뱅갈로르를 중심으로 사용됨에 따라, 인도 내에서 인터넷 사용 언어 중 높은 비율을 차지한다. |
| 말라얄람어 (Malyalam)   | 케랄라주                                 | 257            | 303            | 3.76        | 3.62        | മലയാളം       | 인도 케랄라주의 언어이다. 인도의 9번째 언어이며, 말리얄리인의 민족 언어이다. 드라비다어족에 속하며 말라얄람 문자를 사용한다. 9세기경 타밀어의 서부 방언이었던, 말라얄람어는 타밀어에서 파생되어 새로운 언어로 독립하였다. 따라서 타밀어와 상호의사소통이 다소 가능한 편이다. |
| 오리야어 (Oriya)        | 오디샤주                                 | 230            | 280            | 3.37        | 3.35        | ଓଡ଼ିଆ        | 인도 오디샤주의 언어이다. 인도의 10번째 언어이며, 동부 인도아리아어군에 속하며, 오리야 문자를 사용한다. 인도유럽어족의 인도아리아어군에 속하나 힌디어, 벵골어 두 언어와도 유사점이 많지 않다. |
| 펀자브어 (Punjabi)      | 펀자브주, 찬디가르, 델리의 일부지역      | 196            | 233            | 2.87        | 2.79        | ਪੰਜਾਬੀ پنجابی | 인도 펀자브주의 언어이자, 파키스탄 펀자브주의 언어이다. 인도의 11번째 언어이며, 펀자브인의 민족 언어이며, 서부 인도아리아어군에 속하며, 데바나가리 문자를 변형한 구르무키 문자와 아랍 문자를 변형시킨 샤무키 문자를 사용한다. 시크교도들에 의해 발달되었으며, 파키스탄 인구의 45%가 사용하며, 전세계 인구의 1.44%가 사용하는 세계 10위 언어이다. |
| 아삼어 (Assamese)       | 아삼주                                   |                | 130            |             | 1.56        | অসমীয়া       | 인도 아삼주의 언어이다. 인도의 12번째 언어이며, 아삼인의 언어이다. 동부 인도아리아어군에 속하며, 아삼 문자를 사용한다. |
| 신디어 (Sindhi)         |                                          | 20             | 21             | 0.30        | 0.25        | سنڌي, सिन्धी  | 인도의 신드족의 민족 언어이며, 파키스탄 신드주의 언어이다. 인도의 13번째 언어이며, 동부 인도아리아어군에 속하며, 데바나가리 문자와 아랍 문자를 사용한다. 1947년 8월 14일 영국으로부터 파키스탄과 인도가 분리 독립이 되면서 신드족의 힌두교도들이 인도로 대이동하였다. |
| 네팔어 (Nepali)         | 시킴주                                   | 13             | 20             | 0.20        | 0.25        | नेपाली        | 네팔의 공용어이며, 인도 시킴주의 언어이다. 네팔의 여러 민족이 사용하며, 네팔어를 중심으로 국가를 건설하였다. 인도의 14번째 언어이며, 북부 인도아리아어군에 속하며, 데바나가리 문자를 사용한다. |
| 콘칸어 (Konkani)        | 고아                                     | 15             | 17             | 0.23        | 0.21        | कोंकणी ಕೊಂಕಣಿ    | 인도 고아주의 언어이다. 인도의 15번째 언어이며, 남부 인도아리아어군에 속하며, 데바나가리 문자를 사용하나, 일부 사람들은 칸나다 문자를 빌려 사용하기도 한다. |
| 마니푸르어 (Manipuri)   | 마니푸르주                               | 9              | 12             | 0.13        | 0.15        | মৈতৈলোন্       | 인도 마니푸르주에서 사용되며, 마니푸르인의 민족 언어이자 인도의 16번째 언어이다. 중국티베트어족에 속하며, 원래 고유의 문자가 존재했지만 현재는 벵골 문자를 변형하여 쓰거나 로마자를 문자로 사용한다. |
| 카슈미르어 (Kashimiri)  | 잠무 카슈미르주                          | 31             |                | 0.46        |             | کٲشُر कॉशुर   | 인도 잠무 카슈미르주의 언어이다. 인도의 17번째 언어이며, 다르드어군에 속한다. 파키스탄 아자드 카슈미르에서 주로 쓰인다. 아랍 문자를 사용한다. 일부 지역에서는 데바나가리 문자를 사용한다. |
| 산스크리트어 (Sanskrit) |                                          | 0.06           | 0.49           | 0           | 0.01        | संस्कृता       | 인도의 고대 언어로써, 대승불교, 힌두교, 자이나교 등의 경전이 산스크리트어로 쓰여져있으며, 고급어휘를 중심으로 구성되어있다. 힌두교에서는 승려 계급인 브라만들이 주로 이루며, 제1언어로 사용하는 사람은 거의 드물며, 제2언어로 사용하여, 경전을 해독하는데 쓰인다. 인도아리아어군에 속하며, 데바나가리 문자를 사용하며, 전형적인 사어이다. |

## 종교
힌두교는 인도인의 다수가 신앙하는 종교다. 제2의 종교 세력은 이슬람교이며 불교 세력도 있다. 펀자브주에서는 시크교를 믿는다.
기타 토착 종교가 있으며, 기독교도 존재한다.
하위카스트를 중심으로 차별이 없는 이슬람교, 기독교, 불교로 집단적으로 개종하는 사례도 종종 있으나 이슬람교를 제외한 다른 종교의 신도수 성장율은 힌두교보다도 더 낮은 수준이다.
| 종교구성 (인도) | 종교구성 (인도) | 종교구성 (인도) | 종교구성 (인도) | 종교구성 (인도) |
| --------------- | --------------- | --------------- | --------------- | --------------- |
|                 |                 |                 |                 |                 |
| 힌두교          | 힌두교          |                 | 79.80%          | 79.80%          |
| 이슬람          | 이슬람          |                 | 14.23%          | 14.23%          |
| 기독교          | 기독교          |                 | 2.30%           | 2.30%           |
| 시크교          | 시크교          |                 | 1.72%           | 1.72%           |
| 불교            | 불교            |                 | 0.70%           | 0.70%           |
| 자이나교        | 자이나교        |                 | 0.37%           | 0.37%           |
| 기타종교        | 기타종교        |                 | 0.66%           | 0.66%           |
| 무종교          | 무종교          |                 | 0.24%           | 0.24%           |

연도별 종교별 신도 비율
| 종교 집단      | Population % 1961 | Population % 1971 | Population % 1981 | Population % 1991 | Population % 2001 | Population % 2011 |
| 힌두교         | 83.45%            | 82.73%            | 82.30%            | 81.53%            | 80.46%            | 79.80%            |
| 무슬림         | 10.69%            | 11.21%            | 11.75%            | 12.61%            | 13.43%            | 14.23%            |
| 기독교         | 2.44%             | 2.60%             | 2.44%             | 2.32%             | 2.34%             | 2.30%             |
| 시크교         | 1.79%             | 1.89%             | 1.92%             | 1.94%             | 1.87%             | 1.72%             |
| 불교           | 0.74%             | 0.70%             | 0.70%             | 0.77%             | 0.77%             | 0.70%             |
| 기타, 애니미즘 | 0.43%             | 0.41%             | 0.42%             | 0.44%             | 0.72%             | 0.9%              |
| 자이나교       | 0.46%             | 0.48%             | 0.47%             | 0.40%             | 0.41%             | 0.37%             |

신도별 특징 (2001 인구총조사)
| 종교 집단      | 비율 % | 신도성장율 (1991~2001) | 성비 (total) | 문맹율 (%) | 취업률 (%) | 성비 (농촌) | 성비 (도시) | 성비 (청소년) |
| 힌두교         | 80.46% | 20.3%                  | 931          | 65.1%      | 40.4%      | 944         | 894         | 925           |
| 이슬람교       | 13.43% | 29.3%                  | 936          | 59.1%      | 31.3%      | 953         | 907         | 950           |
| 기독교         | 2.34%  | 22.6%                  | 1009         | 80.3%      | 39.7%      | 1001        | 1026        | 964           |
| 시크교         | 1.87%  | 18.2%                  | 893          | 69.4%      | 37.7%      | 895         | 886         | 786           |
| 불교           | 0.77%  | 18.2%                  | 953          | 72.7%      | 40.6%      | 958         | 944         | 942           |
| 기타, 애니미즘 | 0.72%  | 103.1%                 | 992          | 47.0%      | 48.4%      | 995         | 966         | 976           |
| 자이나교       | 0.41%  | 26.0%                  | 940          | 94.1%      | 32.9%      | 937         | 941         | 870           |

## 경제
제 2차 세계대전 이후 중공업 육성을 기도하고, 국내 산업을 보호하는 것을 정책으로 삼았다. 냉전이 끝난 1991년에는 통화 위기를 겪으면서 이를 계기로 하여 인도형 사회주의의 실험을 끝내고, 경제자유화로 정책을 전환하였다. 인도의 경제성장 속도는 상당히 느린 편이나 정교한 행정조직과 관료제도, 양호한 교통·통신망, 우수하고 풍부한 인력, 잘 정비된 공업기반 등 일반적인 개발도상국들과는 다른 여건을 갖추고 있다. 식량이 부족한 농업국으로 알려져 있다. 밀의 총생산량은 86,874,000톤(2011년, 세계 2위, 12.34%)이며, 쌀의 생산도 세계 10위 안에 들지만 인구가 너무 많아 아직도 많은 양을 수입하고 있다. 소가 세계에서 가장 많은 나라로 알려졌는데, 쇠고기를 먹지 않는 힌두교도들의 교리 때문이라고 볼 수 있다. 소비되는 육류는 양고기와 닭고기이다. 인도에 있는 맥도날드에서 파는 빅맥이 쇠고기 패티가 아닌 양고기 패티인 것은 그 이유이다. 1947년 독립 이후 많은 투자를 통해 공업부문에서 현재 세계 20위권 내의 공업국가들과 어깨를 나란히 하고 있으나, 무역부문에는 아직 그 영향이 미치지 않아 수출량이 세계교역량의 1%를 밑돌고 있다. 1998년부터 2002년까지 5년간 인도의 평균 경제성장률은 5.5%로 중국에 버금가는 당시 세계 최고 수준의 성장 속도였다.
한편 소수 지배계층은 매우 높은 수준의 생활을 향유하고 있는 반면 대부분의 사람들은 최저수준 이하의 생활을 하고 있는 등 소득격차가 매우 큰 것이 심각한 사회 문제가 되고 있다. 그러나 인도의 가장 근본적인 문제는 매년 1,000만 명을 넘는 계속적인 인구증가와 그에 따른 실업자의 증가이다. 이 문제를 해결하기 위해서 인도 정부는 경제성장률을 높여야 한다는 요구에 직면해 있다. 2015년 4월 미국 농무국에서 인도가 2020년엔 세계 3위의 경제대국으로 성장한다고 예측한 보고서를 내놓았다. 한편, 인도 도시 계획의원회에 따르면 2013년 25.7%의 도외지 거주자와 13.7%의 도시 거주자가 빈곤층이며
2005년 빈곤율이 37%에서 2011년 12월 22% 로 감소하였다.
IMF에 의하면 인도의 경제는 2019년 기준으로 2조 9천억 달러에 달했으며, 세계에서 5번째로 거대한 규모를 자랑하였다. 게다가 PPP로는 11조 달러에 달하는 규모를 보유하며 중화인민공화국과 미국 다음가는 3위의 자리를 차지하였다. 지난 20여 년 동안 인도의 GDP는 매년 5.8%씩 성장하였고, 2011년과 2012년에는 6.1%로 최고점을 찍기도 하였다. 인도는 세계에서 가장 빠르게 성장하는 경제권이기도 하다. 그러나 1인당 GDP로는 세계 139위로 매우 저조하며, PPP로 환산하였을 때에소 118위라는 순위를 차지하고 있다. 1991년 이전까지 모든 인도 내각들은 사회주의의 영향을 받아 자국보호주의적인 경제 정책을 폈다. 게다가 전국적으로 관료주의와 규제의 벽이 엄격하게 쳐져 있어 외국 자본들도 국내로 들어올 수 없고, 국내 생산성도 현저히 떨어졌던 것이다. 1991년에 이같은 문제점이 곪아터져 경제 위기가 닥치자, 인도 정부도 결국 경제 자유화를 실시하였다. 이후 인도의 경제는 서서히 시장 경제를 채용하기 시작, 외국인 직접 투자와 무역을 중시하기 시작하였다. 1995년 1월 1일에는 세계무역기구의 회원국으로도 가입하였다.
2016년 기준, 인도에는 대략 5억 1370만 명 정도의 노동가능인구가 있으며, 세계에서 2번째로 많은 수였다. 서비스업이 GDP의 전체 55.6% 정도를 차지하고 있으며, 산업이 26.3%, 농업이 18.1%를 차지한다. 무려 2,500만 명에 달하는 인도의 해외 노동자들은 2014년 기준으로 자국에 약 700억 달러에 달하는 자금을 보냈고, 이 또한 세계에서 가장 많은 액수이다. 주 농업 생산물은 쌀, 밀, 오일씨드, 솜, 차, 사탕수수, 감자 등이다. 주 산업으로는 직물업, 통신업, 화학공업, 의약업, 바이오업, 식품제조업, 철강업, 시멘트업, 광산업, 석유업, 기계공업, 소프트웨어 제조업 등이 강세를 보이고 있다. 2006년에 해외 무역이 인도의 GDP에서 차지하는 양이 24%로 급격히 뛰어올랐는데, 특히 1985년에는 6%도 안되었다는 점과 비교하면 더더욱 특기할 만 하다. 2008년 기준 인도는 세계 무역의 1.68%를 차지하였고, 2011년에는 세계에서 10번째가는 수입국이자 19번째가는 수출국으로 떠올랐다. 주요 수출품에는 석유 가공품, 직물, 보석, 소프트웨어, 기계, 화학물질, 가죽 제품 등이 있고, 주요 수출품들에는 원유, 기계, 화학물질, 보석 원석, 화학 물질 등이 있다. 2001년과 2011년 사이, 석유와 기계업이 수출에서 차지하는 비중이 14%에서 42%로 급격하게 뛰어올랐으며, 2013년에는 중화인민공화국에 이어 세계에서 2번째로 거대한 직물 수출국으로 성장하였다.
2007년 이전까지 인도는 연평균 7.5%라는 기록적인 성장률을 보였고, 21세기의 첫 10년 동안 평균 임금은 2배 이상 증가하였다. 1985년 이래 4억 3,100만 명의 사람들이 빈곤을 탈출하였으며, 2030년 경이 되면 대략 5억 8,000만 명의 사람들이 중산층 규모의 경제수준을 지닐 수 있을 것으로 예상되고 있다. 국가경쟁력 순위에서는 총 51위를 차지하였는데, 금융 시장경쟁력에서는 17위, 은행업 부문에서는 24위, 기업 부문에서는 44위, 혁신 부문에서는 39위를 각각 차지하였다. 세계 최고 정보기술 기업 15개들 중 7개가 인도에 아웃소싱을 맡기고 있으며, 2009년 기준으로 인도는 미국 다음으로 기업들이 아웃소싱을 많이 맡기는 국가였다. 인도의 소비시장은 막대한 인구에 힘입어 현재 세계 11위이며, 2030년 경이 되면 5위로 뛰어오를 것으로 예상된다.
인도의 1인당 GDP 또한 경제 성장에 힘입어 1991년에 329달러였던 데에서 2010년에는 1,265달러로 성장하였다. 2020년 경에는 대략 2,358달러 정도로 성장할 것으로 보인다. 다만 이같은 성장률도 인도네시아, 말레이시아, 필리핀, 스리랑카, 태국과 같은 여타 아시아의 개발도상국들에 비하면 낮은 수치로 남아있다. 다만 1인당 GDP는 방글라데시, 파키스탄, 네팔, 아프가니스탄 등보다는 높다.
2011년의 조사결과, 인도의 구매력 기준 GDP는 2045년이 되면 미국을 뛰어넘을 수도 있다고 전망되었다. 앞으로의 40년 동안 인도의 GDP는 대략 매년 8%정도 성장할 것으로 예상되며, 2050년까지 세계에서 가장 빠르게 성장하는 경제권이라는 명예를 유지할 것으로 보인다. 특히 인도의 젊고 빠르게 성장하고 있는 노동가능인구, 발전하고 있는 교육으로 인한 제조업 부문, 활발히 생겨나고 있는 중산층에 의하여 만들어지고 있는 안정적인 시장의 형성 등이 있다. 세계은행은 다만 인도가 이같은 성장을 유지하기 위해서는 공공 부문의 개혁, 교통 인프라 확충, 농업과 시골 지역의 발전, 노동 규제 철폐, 교육, 에너지 확보, 공공 의료와 보건 확보 등이 시급하다고 전한다.

### 산업
인도의 통신업은 세계에서 가장 빠르게 성장하고 있는 분야들 중 하나로, 2010년과 2011년 사이에 2억 2,700만 명의 사용자들을 보유하고 있었다. 2017년 3분기 이후, 인도는 미국을 추월하고 중화인민공화국에 이어 세계에서 2번째로 거대한 스마트폰 시장으로 떠올랐다. 인도의 자동차 산업은 세계에서 2번째로 빠르게 성장하고 있으며, 2009년과 2010년 사이에 무려 29%나 성장하였으며 수출은 36% 성장하였다. 인도의 전력 공급능력은 300기가와트 정도로, 이중 42기가와트가 재생에너지로 만들어진 것이다. 2011년 말, 인도의 IT 산업은 대략 280만 명의 사람들을 고용하고 있었으며, 천 억 달러에 가까운 가치를 창출하며 인도 전체 GDP의 7.5%를 생산하고 전체 수출의 26% 정도에 기여하였다.
인도의 의료업은 세계적으로도 빠르게 성장하고 있고, 글로벌 의료 시장에도 큰 파장을 미치고 있다. 인도의 의료 시장은 2020년 경이면 485억 달러에 이를 것으로 예상되며, 인도의 R&D 지출의 60%가 바이오의료학에 쏟아부어지고 있다. 인도는 세계적으로도 12위 안에 드는 바이오기술 종주국이며, 2012년과 2013년에는 2,044억 루피에서 2,352억 루피로 증가, 15.1%라는 큰 증가율을 보였다.

### 교통
철도교통이 가장 잘 발달해 있다. 아시아에서 가장 복잡하고 오래된 철도망이 오늘날 인도와 파키스탄 및 방글라데시의 3개국에 나뉘어 있다. 이것은 영국령 시대에 부설된 것들이다. 1849년에 동인철도회사가 설립되었고, 1853년에는 최초의 철도가 봄베이 타나 사이에서 개통되었다. 인도에는 철도부의 관할하에 8개의 철도가 있고, 각각 중부·동부·북부·동북부·동북국경·남부·동남부·서부의 8개 지구를 달리고 있다. 현재 철도의 총연장은 약 6만km에 달하고 있다. 그러나 다른 교통수단이 발달해있지 않기 때문에 철도교통은 항상 혼잡하다. 
자동차 교통은 도로망이 정비되어 있는데 비해 보급률이 낮다. 수상 교통은 캘커타, 마드래스, 봄베이 등의 항구를 중심으로 한 해상 교통과 갠지스강, 브라마프트라강, 인더스강 등의 대하천을 이용한 하천교통이 있는데 상당히 먼 내륙지방까지 기선의 항행이 가능하다. 항공교통은 국제선 에어 인디아(AIL)와 국내선 인디언 에어라인즈(IAL)가 있어 비교적 잘 발달해 있다. 도로 통행 시 차량은 좌측통행을 한다.

## 교육
- 교육의 기본정책은 지역 간의 교육격차 해소, 전 계층 간의 균등한 교육기회, 국가사회 요구에 부응하는 인력자원 개발 등에 목표를 두고 14세까지의 무상의무교육, 영어, 힌디어 및 주 공용어 등 3개 언어교육, GNP의 6% 교육투자 등을 위해 중앙정부와 주 정부가 공동 노력하고 있다.
- 학교 교육은 10+2+3의 15년 과정의 교육제도로서 1968년도 채택 후 현재 거의 모든 주가 이를 실시하고 있다(공대는 10+2+4의 16년 과정을 유지함).
- 교육은 연방정부와 주 정부가 함께 담당하고 있으며, 중앙정부는 23개의 인도 공과대학교(IIT : Indian Institute of Technology) 및 중요 연구기관, 델리 대학교 및 네루대학교 등 13개 종합대학을 대학승인위원회 (UGC : University Grants Commission)를 통하여 직접 관장하고 그 외 초 · 중등교육 및 대학 등 모든 교육은 주 정부에서 직접 운영하고 있다.

다양한 언어, 복잡한 문화, 사회적 배경으로 초 · 중등 교과서는 각 주 정부에서 제작 · 보급하고 있는 바, 전국적으로 초 · 중등교육의 동질성(Uniformity of Standard)을 유지하기 위해 국립교육연구개발위원회(NCERT)가 영어 · 힌디어로 교과서를 제작하며, 각 주는 이를 모델로 삼아 교과서를 제작 · 발행하고 있다.

### 교육과정

#### 인도의 초등학교
1~5학년(6~11세)의 초등학교 교육은 모든 주가 무상으로 실시하기 위해 노력하고 있으며, 연방정부는 전국 취학아동 수를 95% 이상으로 높이기 위해 노력하고 있다.
전국적으로 초등학교는 약 84만개, 학생 수는 약 1.3억명이다.

#### 인도의 중학교
6~8학년(12~14세)의 중학과정은 대부분의 주에서 교육비 보조금 지급제도를 실시하고 있으며, 정부는 헌법에 규정한 최하층계급에 속하는 아동들에게는 중학교육을 무상으로 실시하고 있다.
전국적으로 중학교는 약 27.1만개, 학생 수는 약 6,205만 명이다.

#### 인도의 고등학교
9~12학년의 고등학교 교육은 반 이상의 주 정부가 교육비 보조금 지급 제도를 실시하고 있으며, 전국적으로 고등학교는 약 9.5만개, 학생 수는 약 5,195만 명이다.

#### 인도의 대학교
13~15학년의 대학교육은 유상교육으로 정부는 대학승인위원회(UGC)를 통해 대학교육을 관장하고 있으며, 전국적으로 단과대학 19,648개, 종합 대학 621개 등 총 20,769개에 달하며, 학생 수는 1,155만 명에 이른다.

#### 인도의 기타 교육
15~25세 대상 청소년을 위한 1~2년 과정의 직업기술 훈련학교가 1,274개 있고, 15~35세에 해당하는 1억 인구를 대상으로 정부는 1978년부터 5개년 계획으로 문맹퇴치를 위한 성인교육을 실시하고 있다.

### 대학
학문, 연구등 각종 분야에서 권위와 영향력이 있는 명문 대학교로는 인도 공과대학교(IIT : Indian Institute of Technology), 인도 과학원(IISc) 등이 있다. 이 외에 델리 대학교 및 캘커타 대학교 등이 있다.

## 문화
인도의 문화는 무려 4,500년이라는 오랜 세월을 거치며 오랫동안 발전해왔다. 기원전 1700년 경부터 시작된 베다 시대에 현대 힌두 문학, 신화, 세계관, 철학 등의 기초가 놓였으며, 이때 시작된 관습들과 사상들, 예를 들어 다르마, 카르마, 요가 등의 것들이 아직까지도 전해져 내려온다. 인도는 세계적으로도 다양한 종교로 유명한데, 힌두교, 불교, 시크교, 이슬람교, 기독교, 자이나교 등이 주요 종교를 점하고 있다. 가장 주요 종교는 인도에서 발흥한 힌두교로, 여러 분파로 나뉘어 있으며 가장 주요한 신들에는 창조의 신 브라마, 질서의 신 비슈누, 파괴의 신 시바 등이 있다. 힌두교는 이후에 발생한 불교에도 크나큰 영향을 주었다.

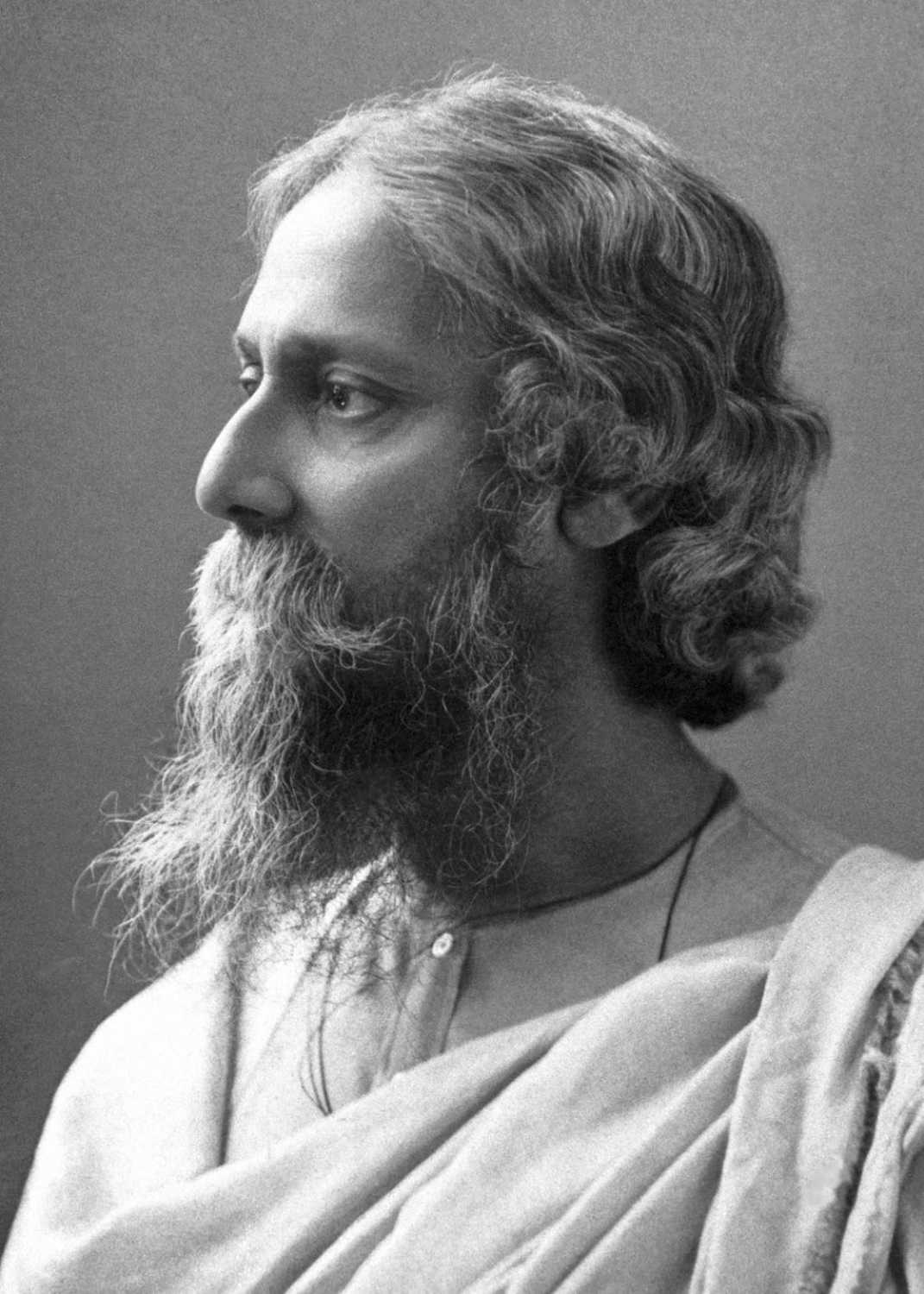
라빈드라나트 타고르

### 예술
인도의 건축의 가장 대표적인 예로는 타지마할 등이 있다. 타지마할과 같은 건물들은 무굴 제국의 양식과 남인도의 건축 양식이 혼합된 것으로, 인도 토착 건축양식과 해외에서 전래된 양식들이 아름답게 섞여 있다. 인도에서는 외적인 조형미 외에도 내적인 건축 방식 또한 대단히 중시하는데, 이 또한 지역마다 특색이 있어 모두 다르다. 자연과 인간의 조화를 추구하는 점에서는 동아시아의 건축과도 유사성을 띠는데, 인도에서는 기하학과 도형학을 건축에 적용하여 우주의 원리를 건물 속에 녹여내고자 한 것이다. 주로 힌두교의 사원들도 인도의 건축을 가장 대표적으로 상징하는 건물들인데, 주로 ‘바스투 푸루샤 만달라’라고 불리는 고대 힌두 예술 문헌들에서 본을 따 지은 것들이다. 인도의 랜드마크이자 상징이기도 한 타지마할은 1631년과 1648년에 샤자한 황제가 자신의 아내를 기리기 위하여 지었는데, 유네스코 세계유산으로 ‘무슬림 예술의 보석이자 국제적으로 공인된 세계의 문화대작’이라는 이름으로 등재되었다. 한편 19세기 후반에는 신인도-사라센 양식이 영국인들에 의하여 인기를 끌기도 하였으며, 이때 인도-이슬람 양식이 주 건축양식으로 등장하기도 하였다.
인도의 초기 문학은 주로 기원전 1500년과 기원후 1200년 사이의 문학을 뜻하며, 주로 산스크리트어로 쓰여졌다. 산스크리트 문학의 대표적인 명작들에는 리그베다, 유명한 힌두 서사시 마하바라타와 라마야나 등이 있으며, 그 외에도 다양한 시와 희곡들이 현재까지 남겨 전해져 내려오고 있다. 타밀계 문학들 중 상감 문학은 현재까지도 473명의 시인들이 지은 2,381개의 시들이 남겨졌는데, 이 것이 가장 오래된 문학 작품들이다. 14세기부터 18세기까지, 인도의 문학은 카비르 다스, 툴시다스, 구루 나낙과 같은 명시인들이 연이어 나오며 급격한 변화를 겪었다. 이 시기에는 주로 생각과 표현의 방식이 극히 다양해졌으며, 이로 인하여 중세 인도 문학은 고전 인도 문학에 비하여 확연한 풍부성을 갖추고 있다. 19세기에는 인도의 작가들은 사회적인 문제에 대하여 관심을 가지기 시작하였으며, 사람의 내면에 집중하였다. 20세기에는 벵갈의 시인이자 소설가인 라빈드라나트 타고르가 등장하여 노벨 문학상을 수상하는 쾌거를 올리기도 하였다.

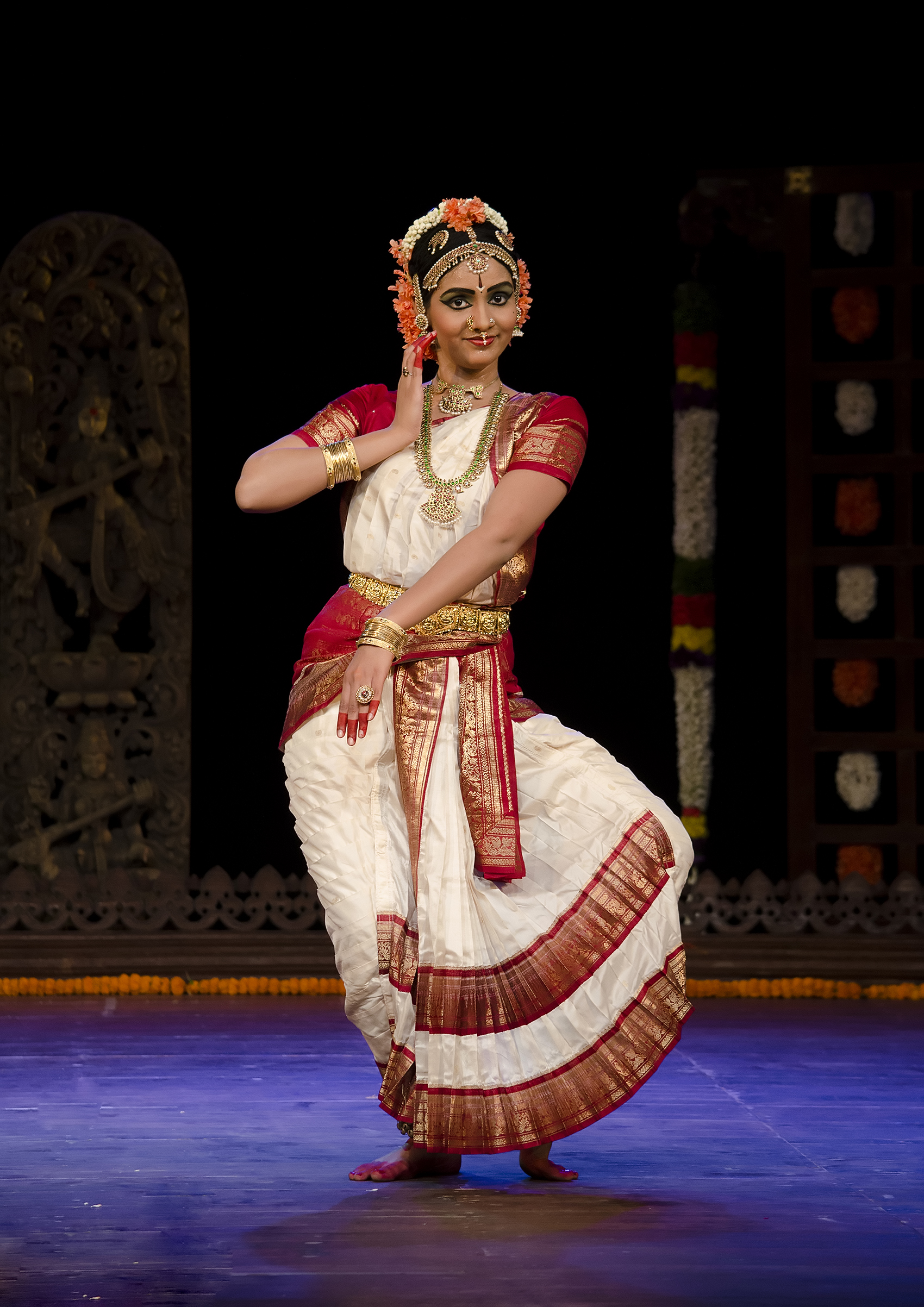
인도 전통무용

### 대중문화
인도의 음악은 지역마다 모두 특색이 다르고, 전통 음악과 현대적 음악이 뒤섞여 매우 복잡한 형태를 띠고 있다. 인도의 고전 음악은 주로 북부의 힌두 음악과 남부의 카르나타 음악이 있다. 인도의 춤 또한 다양한 민속 전통과 합쳐져 미묘하게 어우러지고 있는데, 지역마다 모두 다르다. 펀자브 지역에서는 반그라 춤, 아사 지역에서는 비후 춤, 자칸드, 오디샤와 서벵골 지역에서는 주마이르 춤과 차우 춤, 구자라트 지역에서는 가르바 춤과 단디야 춤, 라자스탄에서는 구마르 춤, 마하라슈트라에서는 라바니 춤이 유명하다. 한편 8개의 무용 형태들은 인도 국립 음악, 무용, 연극 학회에 의하여 공식 고전 무용으로 지정되어 현재까지도 이어지고 있다. 이 8개의 형태들에는 타밀 나두의 바라타나트얌, 우타르프라데시의 카타크, 케랄라의 카타칼리와 모히니야탐, 안드라프라데시의 쿠치푸디, 마니푸르의 마니푸리, 오디샤의 오디시, 아삼의 사트리야 등이 있다. 인도의 전통 연극은 음악과 춤, 대본이 화려하게 뒤섞여 있다. 종종 힌두교의 신화에 기본 각본을 덧입히는 형태가 가장 많으나, 중세의 로맨스나 사회정치적 사건들도 다루곤 한다. 인도의 유명 연극에는 구자라트의 바바이, 서벵골의 자트라, 북인도의 나우탄키와 라밀리아, 마하라슈트라의 타마샤, 안드라프라데시의 부라카타, 타밀 나두의 테루쿠투, 카르나타카의 야크샤가나 등이 있다. 인도는 국립연극학교를 따로 뉴델리에 세워 젊은 연극인재들을 양성하고 있으며, 문화부 산하에 둔 국립기관으로 만들어 정부의 지원을 하고 있다. 인도는 영화 산업으로도 대단히 유명하다. 볼리우드로 상징되는 인도의 영화계는 세계에서 가장 관객 수가 많은 시장이기도 하며, 전체 박스오피스 수입의 43%가 볼리우드, 즉 힌두계 영화들이며 그 다음이 남인도의 텔루구 영화와 타밀 영화가 36% 정도를 차지하며 뒤쫓고 있다.
1959년부터 인도에서 TV 전파가 시작되었으며, 국영방송으로 시작된 방송국들은 점차 민간 부문들이 활발히 참여하며 지난 20여년 동안 크게 발전하였다. 1990년대에 이르러 드디어 국가가 방송에 대한 독점을 종결하였고, 이때부터 대대적으로 시작된 위성방송들은 인도의 대중문화 형성에 크나큰 기여를 하였다. 현재 텔레비전은 인도에서 가장 널리 퍼져있는 미디어들 중 하나로, 2012년 기준으로 5억 5,400만 명에 달하는 시청자를 보유하고 있다. 이는 신문, 라디오, 인터넷과 비교하여도 훨씬 더 많은 양의 소비자들을 보유하고 있는 것이다. 인도의 예술과 문화는 오랜 역사를 가지고 있으며 전통 예술에서 현대 예술에 이르기까지 매우 다양하게 발전해왔다. 독립 이래 연방 정부와 여러 주정부는 랄리트칼라 아카데미(국립 미술 아카데미)·상게트나타크 아카데미(음악·무용·드라마 아카데미)·사히티아 아카데미(국립 문학 아카데미) 등 여러 문화·예술 관련기관을 설립하여 예술·문화활동을 촉진시키고자 많은 노력을 기울였다. 인도는 또한 영화 문화 산업이 매우 발달해있다.

### 의복
인도는 고대부터 근대까지 헐렁한 천 형태의 의복을 주로 입고 다녔다. 여성의 경우에는 사리를 주로 입고 다니는데, 사리는 거대한 천 하나로 구성되어 있으며 길이가 6야드가 넘으며 몸 전체를 칭칭 싸매는 형태로 되어 있다. 사리는 허리부터 두르기 시작하여 한쪽 끝을 고정한 뒤, 하체 전체를 두른 이후에 어깨에 천 끝부분을 얹고 다니는 것이다. 현대의 사리는 머리까지도 덮을 수 있게 되어 있으며, 어떨 때에는 마치 베일처럼 얼굴까지 가릴 수 있게 되어있기도 하다. 주로 인도식 페티코트와 함께 입으며, 흘러내리지 않도록 허리에 딱 붙는 띠를 맨다. 또한 인도식 블라우스와도 함께 입어지는데, 블라우스는 주로 상체를 가리며 사리의 어깨쪽 끝을 자연스럽게 덮어 사리가 흘러내리지 않도록 방지하는 기능을 함께 하기도 한다.
남성의 경우에도 사리와 비슷하나 길이가 더 짧은 도티라는 옷을 입는다. 하체를 가리는 용도이며, 사리와 비슷하게 허리에 감으며 신체에 둘러지는 천 형식을 하고 있다. 남인도 지방에서는 하체 전반에 모두 감기며, 끝부분은 허리춤에 끼워넣는다. 북인도에서는 각 다리에 한번씩 더 감아주고, 다리 사이로 끝부분을 넣어 고정시키기도 한다. 또다른 전통 의복에는 남성과 여성이 신체를 가리거나 추위를 막기 위하여 쓰는 차도르, 태양과 추위를 가리기 위해 입는 터번과 비슷한 파그리 등이 있다.
인도는 제1천년기 동안 전혀 바느질되지 않은 의복을 입고 다녔다. 쿠샨인들이 48년 즈음에 중앙아시아에서 건너오자, 북인도에서는 이들의 영향을 받아 제도되고 바느질을 한 의복들이 엘리트층 사이에서 인기를 끌었다. 하지만 이때까지도 일반인들은 여전히 바느질을 하지 않은 의복들을 입었고, 델리 술탄조와 무굴 제국 시기에 이르러서야 바느질을 한 의복들이 대대적인 인기를 끌어 확산되기 시작하였다. 중세와 근세 북인도에서 주로 입었던 것들에는 바지와 비슷한 샬와르와 피자마, 튜닉과 비슷한 쿠르타와 카미즈 등이 있었다. 남인도에서는 다만 바느질을 하지 않은 의복들이 여전히 사용되곤 했다.
지난 50년 동안, 인도의 의복 문화는 급격한 변화를 겪었다. 북인도 지방의 도심 지대에서는 사리가 더 이상 일상 의복이 아니며, 오직 공식적인 행사 등에서만 간간히 입는 옷이 되었다. 전통적인 샬와르나 카미즈 등은 주로 어린 여성들이 간혹 입는 경우가 많으며, 이들마저도 더 편한 청바지나 티 종류를 선호한다. 남성들이 주로 입었던 쿠르타도 현재 인기가 떨어지며 서양식 의복으로 대체되고 있으며, 특히 에어컨 등이 인도 전역에 설치되는 경우가 많아지며 화이트칼라 사무직들은 스포츠 자켓과 같은 편한 의상들을 훨씬 선호한다. 결혼식이나 공식 행사의 경우에는 중산층, 상위층 사람들은 주로 반드갈라(인도식 정장)이나 네루 자켓(네루 총리가 입어 유명해진 자켓) 등을 입고 참석한다. 한때 인도인들이 즐겨 입었으며 간디가 직접 물레를 돌려 만들며 세계적으로도 유명해진 도티는 더 이상 도심 지역에서는 찾아보기 힘들며, 힌두교의 사제들만이 간간히 입고 있는 모습을 볼 수 있다.

### 음식
인도의 요리는 지역마다 고유한 문화와 특색을 가지고 있다. 워낙 영토가 넓기에 토양, 기후, 문화, 인종, 국가들도 모두 달랐고, 이에 따라 모두 다른 식문화들이 형성된 것이다. 주로 토착 향신료, 허브, 채소, 과일들을 주재료로 사용한다. 인도의 식문화는 특히 힌두교의 영향을 크게 받았고, 무굴 제국의 통치기로 인하여 이슬람의 영향도 강하게 받았다. 또한 남서부 해안지역에서는 포르투갈의 영향을, 19세기에는 영국의 영향도 크게 받았다. 가장 대표적인 음식들에는 인도의 쌀밥과 비슷한 필라프, 치킨과 비슷한 비리아니, 빈달루 커리, 머튼 커리 등이 있다. 또한 아메리카 대륙에서 전래된 감자, 토마토, 땅콩, 캐슈넛, 파인애플, 구아바, 칠리 고추 등이 큰 영향을 미쳤으며, 모두 현재의 인도 음식의 필수요소가 되었다. 그 외에도 인도의 풍요로운 향신료는 유럽인들이 대항해시대의 문을 열게 하는 계기가 되기도 할 정도였다.
인도의 곡식 재배는 특히 몬순 기간에 영향을 많이 받고, 강우량에 따라서 전국적으로도 그 종류가 매우 다양하다. 대표적으로 관개 시설이 제대로 이루어지지 않았던 시절의 인도에서는 강우량에 의하여 곡물들이 확연히 자라는 지역들이 달랐는데, 물이 많이 필요한 쌀은 북동부와 서부 해안 지대의 비가 많이 내리는 지역에서 재배되었으며, 기장처럼 물이 많이 필요하지 않은 것은 데칸고원이나 라자스탄주 등에서 재배되었다.
인도인들은 주로 곡물을 빻아 반죽으로 만들어 구워 난을 만든 다음, 여러 향이 강한 반찬들과 곁들여 먹는다. 주로 렌틸콩 등을 재료로 사용하며, 마늘과 생강과 같은 향신료를 넣은 채소와 함께 먹는 것이다. 다만 그 외에도 고수, 쿠민, 강황, 계피, 카다몬 등의 향신료도 함께 사용한다. 먹을 때에는 ‘탈리’라고 불리는 식판 위에 음식들을 올려놓는데, 곡물류 음식을 중간에 놓으며 그 주위에 있는 작은 판들 위에 반찬들을 놓는다. 인도 음식의 가장 대표적인 특징은 여러 채식 음식들이 많다는 것이다. 힌두교, 불교, 자이나교에서 유래된, 모든 생명을 함부로 죽이지 않겠다는 뜻의 아힘사 문화이기도 한데, 이 때문에 남인도, 구자라트, 북중부 인도에서는 거의 채식 위주의 음식들이 주류를 이루고 있다. 이들은 육류를 대체적으로 기피하며, 이로 인하여 인도는 막대한 인구에도 불구하고 육류 소비량이 상대적으로 매우 적다. 중국의 경우에는 육류 섭취량이 크게 증가하였으나, 인도는 그 검소한 식문화와 채식 위주의 식문화로 인하여 우유나 유제품을 통하여 동물성 단백질을 주로 섭취하고 있다.
인도는 특히 무굴 제국기에 큰 식문화 변동을 겪었다. 인도는 쌀의 재배가 이미 훨씬 전에 알려져는 있었으나, 무굴 제국기에 들어서야 필라프와 같은 주식으로 만들어지고 널리 퍼진 것이다. 또한 요구르트에 고기를 재우는 등 다양한 요리 기술들이 이때 보급되었다. 페르시아에서 전래된 요구르트를 인도에서는 양파, 마늘, 아몬드, 향신료 등을 넣어 먹었다. 쌀은 무굴의 수도인 아그라에서까지 재배되었고, 이슬람 세계에서도 그 뛰어난 맛으로 유명하였다. 또한 페르시아의 영향을 받아 고기에 소스를 치고, 냄비 뚜껑을 꽉 닫아 풍미를 더하며 느리게 요리하는 등의 문화도 전파되었다. 인도의 식문화는 세계적으로도 큰 인기를 끌고 있으며, 가장 대표적으로는 커리나 탄두리 치킨 등이 있다. 탄두리 치킨은 탄두르 오븐에서 굽는데, 펀자브나 델리 시골 지방에서 무슬림들이 빵을 굽기 위하여 사용한 것이었다. 다만 탄두르 오븐은 중앙아시아에서 유래한 것이다.

크리켓의 올림픽 픽토그램

## 스포츠
인도에서는 여전히 팀스포츠인 카바디, 수건돌리기와 비슷한 놀이인 코 코, 레슬링과 비슷한 펠와니, 자치기와 비슷한 놀이인 길리-단다 등의 전통 놀이들이 인기를 끌고 있다. 그 외에도 아시아 무술의 초기 형태인 칼라리파야트, 무스티유다, 실람밤, 마르마 아디 등의 무술들도 유명하다. 서양의 게임으로 알려져 있는 체스 또한 인도에서 유래된 게임으로, 현재에도 많은 인기를 끌고 있으며 인도는 여러 체스 그랜드마스터들을 배출하기도 하였다. 또한 악바르 대제의 궁정에서 즐겨졌던 십자형의 보드게임 파치시도 널리 퍼져 있다.
2010년대에 인도 데이비스 컵과 여러 재능있는 테니스 선수들이 나온 이후, 인도에서는 테니스가 급격한 인기를 끌었다. 인도는 전체적으로 공을 가지고 하는 구기 종목에서 강세를 보이고 있으며, 올림픽, 세계 사격 선수권 대회, 커먼웰스의 게임들에서도 여러 차례 메달을 땄다. 인도인들이 잘하는 종목들에는 배드민턴, 복싱, 레슬링 등이 있다. 서벵갈, 고아, 타밀 나두, 케랄라, 북동부 주들에서는 축구도 매우 인기가 높다.
인도에서 가장 인기가 많은 종목은 크리켓이다. 인도 프리미어 리그에서 크리켓 경기를 공식적으로 주관하고 가장 시청률도 눞은데, 세계에서 가장 사람들이 많이 보는 크리켓 리그이자 전세계 스포츠 리그 6순위를 당당히 차지하고 있다. 인도는 여러 국제 스포츠 행사들을 주관한 바 있다. 1951년 아시안 게임과 1982년 아시안 게임을 개최하였고, 1987년, 1996년, 2011년에는 크리켓 월드컵도 열었다. 2003년에는 아프로-아시안 게임을 열었으며 2010년 하키 월드컵도 개최하였다. 인도에서 매년 열리는 주요 행사들에는 첸나이 오픈, 뭄바이 마라톤, 델리 하프 마라톤, 인도 마스터즈 등이 있다. 2011년 후반에 첫 포뮬라 원 그랑프리가 열렸으나, 2014년부터는 중지된 상태다. 인도는 남아시아 국가들 사이에서의 스포츠 종주국이며, 특히 농구 분야에서는 인도 팀이 4번의 토너먼트에서 3번을 이겼다.

## 대외 관계

### 대한 관계
인도는 남북간 동시수교국으로, 1950년 한국 전쟁 대한민국 편에서 의료파병국으로 활동했다. 대한민국과는 1962년 3월 영사관계를 수립한 이후 1973년 12월 10일 대사급 외교관계 수립에 합의했으며 조선민주주의인민공화국 역시 1962년 영사관계 수립을 거쳐 1973년 12월 대사급 외교관계를 수립했다.
인도는 국제무대에서 한반도 문제에 중립적인 태도를 취하고 있는 한편 경제문제 등에서 대한민국과의 관계 증진에 힘쓰고 있다. 양국간에는 1974년 8월 맺은 무역협정을 시작으로 문화협정(1974년 8월)과 과학기술협력협정(1976년 3월) 그리고 2009년 포괄적 경제동반자협정(CEPA)이 체결되었다. 교역량이 점차 증가추세에 있어 1996년 기준 대한수입액 11억 7,697만 달러, 대한수출액 9억 7,572만 달러였다가 현재는 대한민국의 대(對)인도 수출은 114억3459만USD, 인도의 대(對)대한민국 수출은 56억7445만USD(각 2010년)에 달하여, 인도는 대한민국에 있어서 제7위의 수출국, 제16위의 수입국이다.

### 대중 관계
중국과는 영토문제로 인해 외교갈등을 빚고 있으며, 1960년대에는 중국과 국경분쟁을 빚었다. 특히 카슈미르의 악사이친은 중국이 점령하고 있으며 이로 인해 갈등을 빚고 있다. 그 외에도 인도 북동쪽의 지역에 대해서도 중국이 영유권주장을 하고 있어서 갈등을 빚고 있다. 중국 시짱자치구 티베트 소수민족의 인권문제 갈등과 달라이 라마 망명 문제랑 티베트 망명 정부 문제를 두고 갈등을 빚고 있다.
또한 2020년 6월, 중국과 인도사이의 (티베트자치구 인근) 국경에서 중국군과 인도군 간의 무력충돌이 일어나 양측에 600명에 달하는 사상자와 부상자가 발생해, 인도-중국간 영토 분쟁 긴장이 고조되고있다. 파키스탄도 예외가 아니다.

### 대 일본 관계
역사적으로 일본과 인도 간의 양자 외교는 대체적으로 친밀하고 강력한 관계였다. 그러나 일본은 피폭국이었기 때문에 인도가 핵실험을 했다는 이유로 인도와 거리를 둔 시기도 있었다. 인도는 최근 현저한 경제 발전과 정보기술의 실적이 주목 받고 있으며, 또한 G4 국가로 함께 행동하는 등 관계 강화를 지향하고 있다. 일본 외무성은 2006년에 아시아대양주국(局) 중에 새로운 부문으로서 남아시아부(部)를 설치하였다. 2006년 12월 인도 만모한 싱 총리가 일본을 방문해 "일본-인도 전략적이고 국제적인 파트너십을 향한 제휴 선언"에 서명할 때 최고조에 달하였다. 또한 2008년 10월에 양국 정상이 일본-인도 안전보장협력공동선언에 서명함으로써, 일본에게 인도는 미국, 오스트레일리아에 이어 안보 분야에서 공식적인 협력 관계를 맺은 세 번째 국가가 되었다.

### 대 캄보디아 관계
기원후 1세기경에는 메콩강 하류와 하구에서 농경과 어로, 목축을 통해 생활하며 조직화된 사회를 구성한 집단이 나타났으며, 이들은 인도와의 교류를 통해 종교 등의 문화를 받아들이며 인도차이나 반도에 알려진 첫 번째 국가인 푸난을 세웠다. 푸난은 1세기에서 6세기 말 경까지 번영했으며, 이후에는 메콩 강 중류에서 일어난 진랍의 공격을 받아 위축되다가 7세기 중엽 멸망하였다. 진랍 왕조도 인도 문화의 영향을 받아 산스크리트 문자를 사용하였다.

### 대 파키스탄 관계
1947년 독립할 때부터 지금까지 사이가 좋지 않다. 1990년 1월 인도 관할 카슈미르 지역 내 회교도들이 인도로부터 분리독립을 요구하며 격렬한 시위를 전개하였으며 이를 진압하려는 인도 보안군과의 유혈충돌로 수백 명이 사망하였다. 인도는 이 소요사태가 파키스탄 측의 배후 조종에 의한 것이라고 주장하면서 시위자 현장 사살 명령을 하달하고 2월에는 대규모 병력을 국경으로 이동 배치하였다. 또 5월에는 국경봉쇄 등 강경조치를 취함으로써 인도-파키스탄 간의 군사적 긴장이 고조되었다. 여전히 인도와 파키스탄은 상대방측이 점령 중인 카슈미르 지역을 언젠가는 무력으로 되찾겠다고 천명하고 있으며 실제로 분쟁지의 통제선에서 간혈적인 충돌이 지속적으로 발생하고 있다. 파키스탄이 수도를 카라치에서 카슈미르 바로 옆으로 옮긴 이유도 여기에 있다.

### 그 외
1950년 인도네시아의 초대 대통령 수카르노는 인도네시아와 인도 양국 국민에게, 식민지배 세력에 의하여 붕괴된 양국간의 1천년이 넘게 존재해온 우호 협력을 강화하자고 촉구하였다. 그로부터 15년 후, 자카르타에서는 정부가 선동한 구호가 들렸다. "제국주의의 종, 인도를 타도하자. 때려부수자, 우리의 적". 그러나 1966년 봄, 양국의 외무장관은 우호관계의 시대에 대하여 다시 거론하기 시작하였다. 양국은 각각의 수도에 대사관을 두고 있다.
인도와 파라과이는 1961년 9월 13일 외교관계를 수립하였다. 아르헨티나의 부에노스아이레스에 있는 겸임 대사와 아순시온에 있는 명예 영사가 파라과이에서 외교활동을 수행한다. 2005년부터 파라과이는 뉴델리에 대사를 두고 있다. 또한 미국의 경우 일본, 베트남, 필리핀 등을 포위로 삼아 대 중국 견제를 위해 관계를 강화하려는 의도가 있어, 인도와 미국은 군사 협력도 대폭 강화 중이다. (자세한 사항은 미국-인도 관계 문서를 참고할 것)

## 같이 보기
- 재인도 한국인(영어판)
  - 재바라나시 한국인(영어판)
- 포괄적 경제동반자협정(CEPA)
- 인도아리아인
- 드라비다인
  - 타밀족
- 붉은 회랑
- 낙살라이트
  - 낙살바리(영어판) - 낙살라이트라는 이름이 유래한 인도 서뱅골주의 마을
- 인도의 성폭행 범죄(영어판)
- 인도의 인신매매 범죄(영어판)

## 참고 문헌
- 이 문서에는 다음커뮤니케이션(현 카카오)에서 GFDL 또는 CC-SA 라이선스로 배포한 글로벌 세계대백과사전의 내용을 기초로 작성된 글이 포함되어 있습니다.